# 錦江湾公園

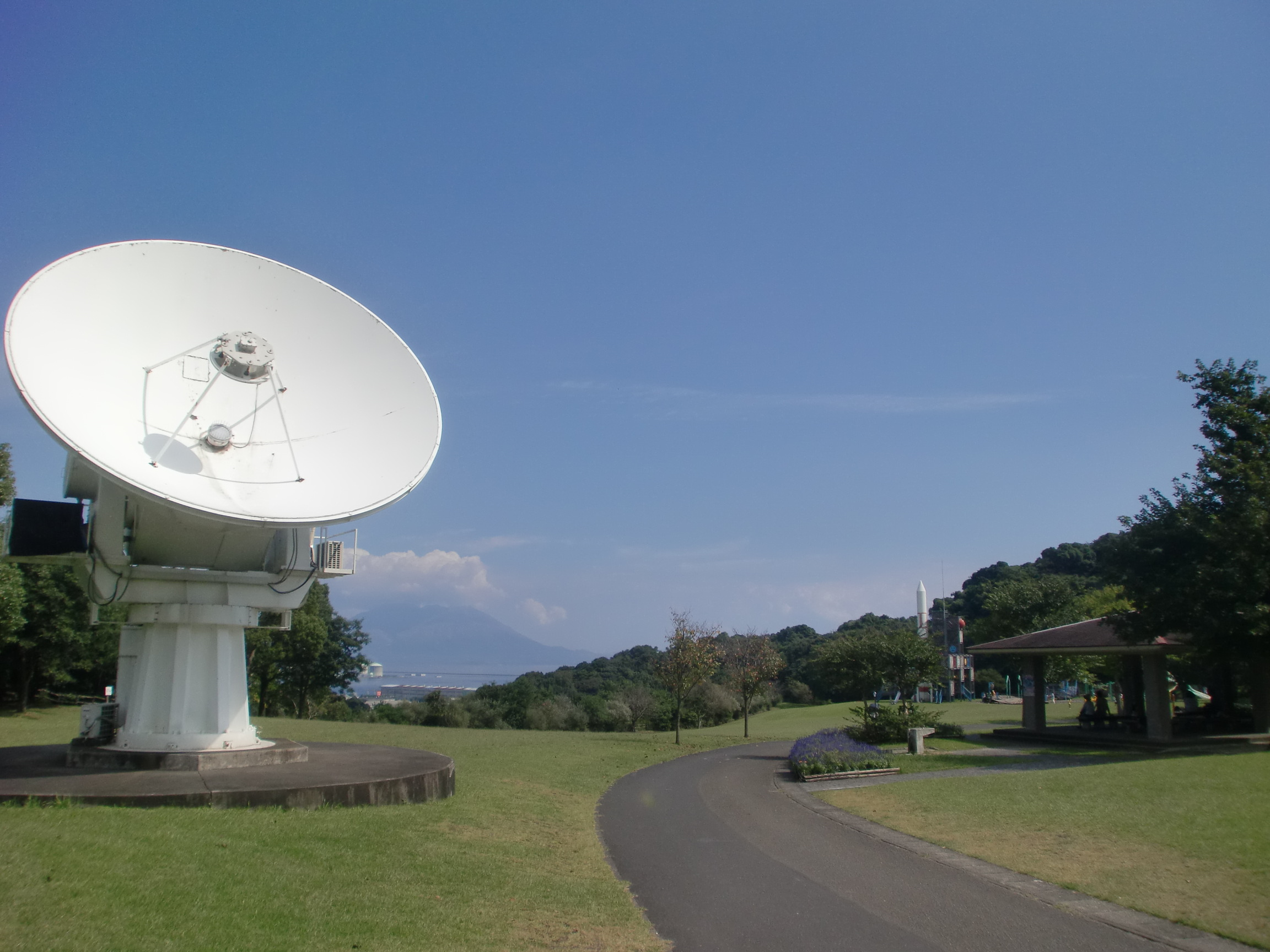
東京天文台（現・国立天文台）で使用されていた電波望遠鏡。2018年10月に再び国立天文台へ移設され、現存しない。

錦江湾公園（きんこうわんこうえん）は鹿児島県鹿児島市平川町にある都市公園（風致公園）である。平川動物公園とは敷地が隣り合っており、管理は鹿児島市公園緑化課がおこなっている。

## 概要
標高126メートルの丘陵地の斜面に整備されており、斜面を生かした運動施設があるほか、高台の展望広場からは桜島や錦江湾を望める。
面積約5,200m2のバラ園では約1,500株のバラが栽培されており、毎年5月中旬に「はなまつり」が開催される。
中腹にあるロケット広場にはH-IIロケットの実物大模型が置かれている。ここにあるロケットは平成元年に開催された鹿児島市政100周年イベント･サザンピア21の象徴であった。また、かつて東京天文台（現・国立天文台）で使われた6mミリ波電波望遠鏡が移設され観測に利用されていたが、2018年9月に運用終了、2018年10月に国立天文台三鷹キャンパスへ移設され、保存・公開されている。

### 主な施設
- ばら園
- 星座展示館
- フィールドアスレチック
- ロケット広場
- キャンプ場

## 施設情報

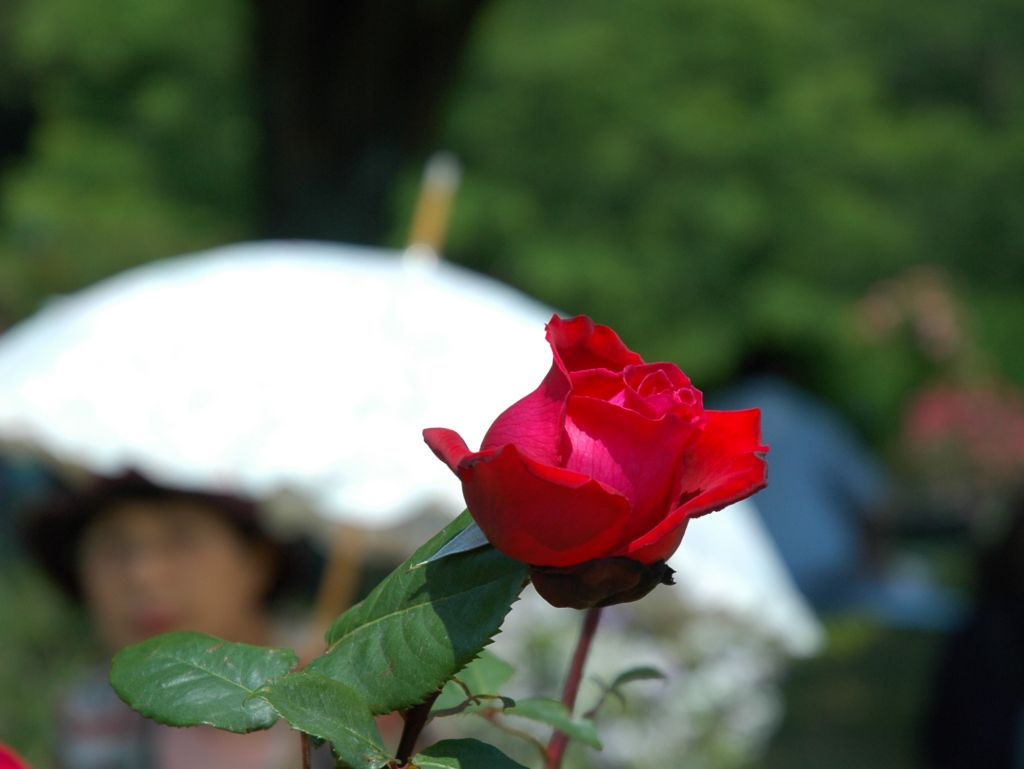
毎年5月がバラの見頃となる

- 入園料無料
- 休園日なし

## 交通アクセス
- 指宿枕崎線五位野駅から徒歩20分
- 鹿児島交通錦江湾公園前下車徒歩2分